# Cosmin Tilincă
Cosmin Tilincă (n.1 august 1979, Turda, Cluj, România) este un fotbalist român care este liber de contract. Evoluează pe postul de atacant. Ultimul club la care a jucat a fost Pandurii Târgu Jiu.

## Carieră
A debutat pentru CFR Cluj în Liga I pe 21 august 2004 într-un meci câștigat împotriva echipei Unirea Alba Iulia.

## Titluri
| Sezon   | Club          | Titlu   |
| ------- | ------------- | ------- |
| 2003-04 | CFR 1907 Cluj | Liga II |